# 織田秀信
織田 秀信（おだ ひでのぶ）は、安土桃山時代から江戸時代にかけての武将、キリシタン大名。織田信忠の嫡男、織田信長の嫡孫。岐阜城主。織田政権三代当主。官位は正三位中納言で岐阜中納言とも呼ばれた。

## 生涯

### 本能寺の変・清洲会議

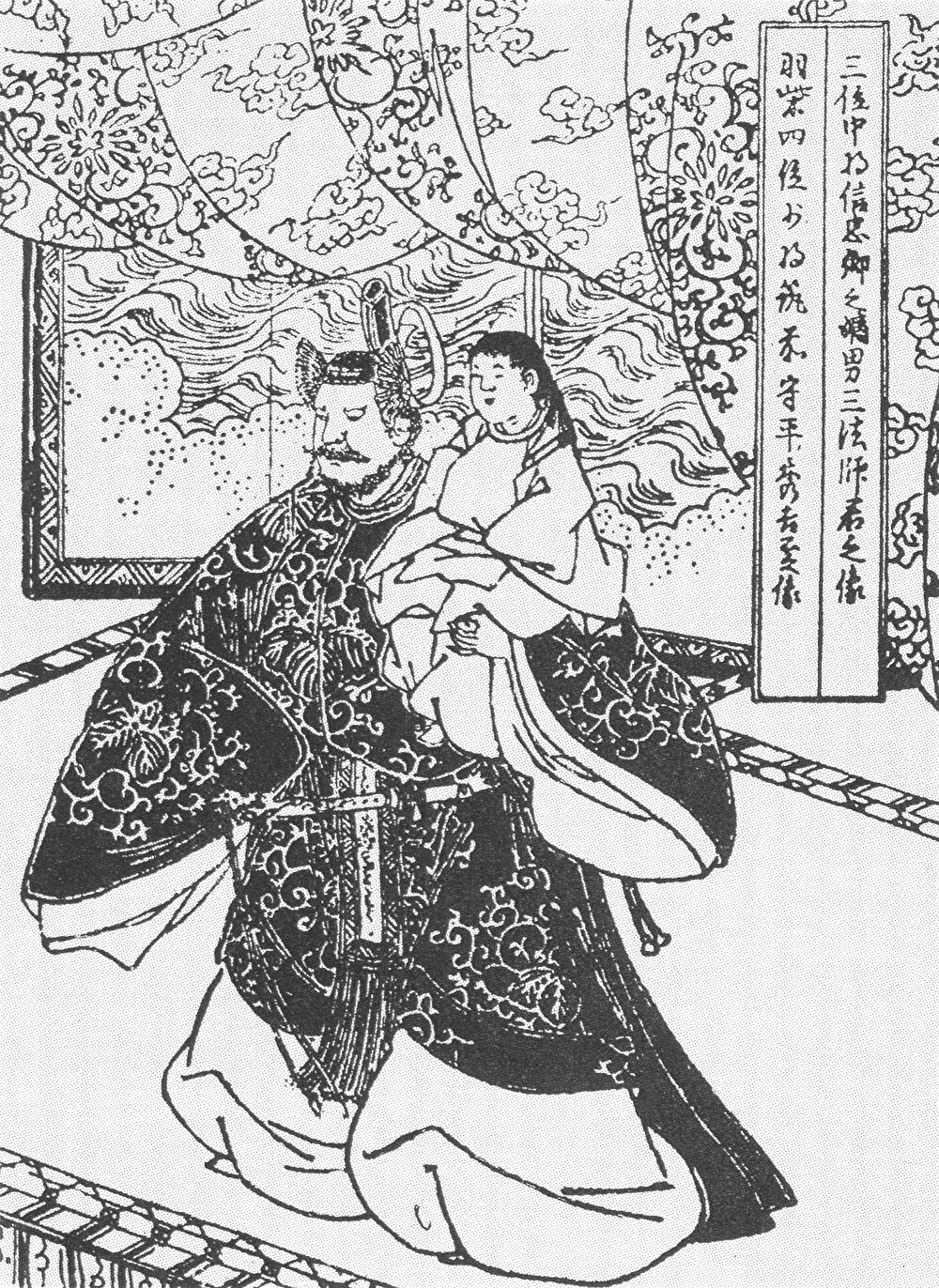
清洲会議で三法師を擁する羽柴秀吉（『絵本太閤記』の挿絵）

天正8年（1580年）、織田信忠の長子として生まれた。幼名は三法師。
母・徳寿院は塩川長満の娘、森可成の娘、あるいは武田信玄の娘・松姫とも。なお、母が松姫の場合、武田信玄の外孫という事になる。『美濃国古蹟考』によると、和田孫太夫女であるという。高野山悉地院過去帳は母方の祖母を進藤氏としており、進藤氏の娘の可能性もある。
天正10年（1582年）の本能寺の変の際、父・信忠の居城岐阜城に在城していたが、前田玄以、長谷川嘉竹らに保護されて清洲城へと避難した。同年、清洲会議において羽柴秀吉の周旋により、わずか3歳で織田弾正忠家の家督を相続し、直轄領として近江国中郡20万石を得る。代官は堀秀政が務めた。この際の決定で安土城に移ることになったが、叔父の織田信孝によって岐阜城に留め置かれた。これを発端として、秀吉と信孝は干戈を交えることとなった。信孝が敗れて降伏した後は、一応の整備がなった安土城仮屋敷へ移り、織田家の家督代行となった織田信雄の後見を受けた。
織田氏の家督継承は織田政権の解体と豊臣政権の確立の過程で複雑な経緯を辿っている。天正12年（1584年）に羽柴秀吉と織田信雄が対立すると、三法師は安土城から近江国坂本城、次いで京都の秀吉の下に移された。同年11月に秀吉と信雄が講和をする（小牧・長久手の戦い）と、政治的立場を逆転させた豊臣秀吉（羽柴秀吉）は信雄に対し織田家の家督を正式に認め、三法師は再び坂本城に移された。

### 元服、侍従任官
天正16年（1588年）、9歳で岐阜に入って元服し三郎秀信と名乗り、従四位下行侍従に叙位・任官した。4月の後陽成天皇の聚楽第行幸を記した『聚楽亭行幸記』には、三郎侍従秀信朝臣の名が見える。このとき列席した侍従・少将の官位を持つ大名の中で席次は5番目であり、前田利家や豊臣秀勝、結城秀康らに次いだ。
天正18年（1590年）の小田原征伐において、『寛政重修諸家譜』の堀秀政の項には秀信が六番隊として参陣して左備えの大将である秀政の指揮下で鉄砲隊を供出して戦ったとあるが、『堀家大系図』所収の秀吉朱印状には「六番　羽柴岐阜侍従」とあり、徳富蘇峰はこれを池田輝政として、天正16年4月の聚楽第行幸の時点では輝政が岐阜侍従であることが確認できるので、『寛政重修諸家譜』の記述は疑わしいとしている。また『小田原陣陣立』によれば、六番隊は越前勢で構成され、同じく羽柴侍従であった青木秀以がおり、これとの混同の可能性も考えられる。いずれにしても、元服を終えたとはいえ、多くの所領を与えられていない10歳そこそこの旧主の遺児が、陪臣の配下で参戦するとは考え難い。
小田原征伐後に、関東地方へ移封となった徳川家康の旧領への移封を拒絶した織田信雄が改易され、その嫡男・織田秀雄が大名として取り立てられて織田家の宗家当主の地位も継ぐことになるが、その後、文禄元年秋に織田秀信が岐阜城主となると、改めて秀信を宗家当主に据えたと考えられている。

### 岐阜中納言
文禄元年（1592年）、秀信は（陣場は割り当てられていたものの）当初、文禄の役に出陣する予定はなかった。しかし同年9月9日に岐阜羽柴家の豊臣秀勝（岐阜中納言）が没すると、秀吉はその遺領である美濃国13万石と岐阜城を秀信に与えた。この際、秀信は秀勝の養子として継承したと『勢州軍記』には記されている。これは全く根拠がない事ではなく、豊臣政権（秀吉）が織田信長の四男(五男説あり)である羽柴秀勝（於次）の後を秀吉の甥である豊臣秀勝（小吉）が継ぎ、その後を秀信が継いだことにすることによって、信長の後継者は信雄父子ではなく秀勝（於次）であり、秀信はその後継者であるという方針を打ち立てたとも考えられるからである。
これに伴って、長岡忠興・遠藤胤基・遠藤慶隆ら九番隊と、済州島で在陣中に没した秀勝が率いていた美濃衆8,000人は、秀信の家老の百々綱家が出陣して、急遽、これを率いることになった。晋州城攻撃計画では、美濃衆からは釜山で普請を行う6,000人の動員が予定されていたが、実際の5月の晋州城攻防戦で動員されたのは4,018人で、（済州島から）渡海して包囲部隊に編入された。
家臣団には津田元綱など信孝・豊臣秀勝らの家臣だった者が散見されるが、このほか池尻城将を務めた飯沼長実など斎藤家旧臣、斎藤正印軒や斎藤徳元など斎藤一族、武藤助十郎など土岐一族も見られ、美濃衆を家臣団として再結集した様子が窺える。蒲生氏郷の庶長子・蒲生元時（生駒伊右衛門）、剣豪と言われる足達庄蔵なども秀信に仕えた。
12月、秀信は鏡島湊を築き、免許状を与え遡上荷船の最終湊の地位を保障した。
文禄2年（1593年）3月6日、『松浦古事記』によると、秀信は寺西正勝らを供に引き連れ、秀吉のいる名護屋城に陣中見舞いと称して参陣した。
同年10月3日には秀吉に従って参内した。このときすでに羽柴姓も贈られていて、岐阜中納言として史料に見える。このことから従三位・中納言に昇叙・任官していたことが分かる。
文禄3年（1594年）正月には新公家衆の一人として参内した。『駒井日記』の同年2月の記事には「岐阜中納言様御内室」との記述があり、中納言叙任と同時期に正室を迎えたことが窺える。
5月23日、名護屋城にて明使・沈惟敬が秀吉に謁見した際に、徳川家康・前田利家・秀信・小早川秀秋・豊臣秀保・上杉景勝の6名は同室で伺候していた。
同年、祖父・信長に倣って鵜飼いを保護したことなども伝わる。秀信時代、鵜飼舟12艘があったとする同地の記録が今日に伝わる。鵜飼いの保護は、後の岐阜領主にも継承された。
文禄4年（1595年）正月には関白を継いだ豊臣秀次に従って参内している。同年3月8日には秀吉が聚楽第に秀次を訪問した際、兵を率いて道中の警備を務めている。この時どちらに従っていたのかは不明であるが、秀次事件に連座していないことから、秀吉付きに復していたようである。

### 関ヶ原の戦い
関ヶ原の戦いに際しては、前年から戦支度を進めていた節が見られる。慶長4年（1599年）閏3月、岐阜の家臣・瀧川主膳に対し、石田三成の奉行職引退、佐和山城蟄居を受けて稲葉山、町口の防備を固めるよう書面で指示している。
慶長5年（1600年）に入るとイエズス会宣教師らと面会を重ね、豊臣秀頼に拝謁して黄金200枚、軍俵2,000ないし3,000石を下賜されている。当初、徳川家康の会津征伐に従軍して7月1日に出陣する予定であったが、軍装を整えるのに手間取り出発が遅延した。
この間に石田三成から「戦勝のあかつきには美濃・尾張の2ヶ国を宛行う」との条件で勧誘されて西軍に加勢した。8月5日付の三成の書状「備えの人数書」には美濃口の将の一人として名前が記されている。秀信が西軍についたことによって美濃の諸勢の大半はこれに従った。この間、木造左衛門・津田藤三郎・上方弥佐衛門・上方藤蔵ら一向門徒である家臣の懇願を受けて三成に談判し、本願寺教如の帰洛を助けたという言い伝えも残っている。
柏木彦右衛門・河瀬左馬之助率いる三成からの援軍を得て慶長5年（1600年）8月22日、木曽川沿いの米野で老臣・百々綱家、大番頭・飯沼長資らの2,500騎を先鋒とし木造長政らの兵1,000を中野村に配置、遊軍として佐藤方政の兵1,000を新加納村に配置し、木曽川を防衛線として池田輝政・福島正則らの東軍を迎え撃った（米野の戦い）。総兵力は6,530騎という。秀信自身も1,700騎を率いて上川手村閻魔堂まで出陣し総指揮を執った。この戦に関して、養教寺・善福寺・曼陀羅寺に出した禁制、閻魔堂に布陣するに際して秀信の家老から郷士に発給した文書が現存している。飯沼長資（小勘平）が一柳家家老・大塚権太夫を討ち取り首級を閻魔堂の秀信のもとに届けるなどしたものの兵力差もあり、敗退した。この戦いでは長資のほか、冨永勝吉らが討死した。同日夕刻、杉浦重勝の守る竹ヶ鼻城も落城し、重勝は討死を遂げている（竹ヶ鼻城の戦い）。
追い詰められた秀信は、22日夜大垣城・犬山城に援軍を要請する一方で、岐阜城に籠城した。諸将の配置は本丸は秀信と弟・秀則、稲葉山・権現山砦に三成からの援将・松田重大夫、瑞龍寺山砦に同じく援将・河瀬左馬之助ら、総門口に津田藤三郎、七曲口に木造長政父子、御殿・百曲口に百々綱家、水の手口に武藤助十郎であった。当初、援軍には島津右馬頭が赴くことが決定されたが、取り止めになっている。籠城戦は23日一日続いたが、前日の戦いで兵力が激減していた上、東軍に属するかつて岐阜城主だった池田輝政が城の構造を熟知していたこともあって敗勢は覆いがたく、秀信は秀則と共に自刃しようとしたが、輝政の説得で23日降伏開城した。
攻城戦では上格子門で激しい銃撃戦が繰り広げられ、二の丸門の戦いでは門内にあった煙硝蔵に火がつき爆発炎上するほどであった。武蔵砦、本丸七間矢倉でも戦闘が繰り広げられた。数に劣る城方ではあったが、織田秀則や織田兵部・斎藤徳元・木造長政・百々綱家・梶川高盛・武藤助十郎（土岐一族）・入江左近・飯沼長実・安達中書・山田又左衛門・滝川治兵衛（土方治兵衛か）・和田孫大夫・津田藤右衛門・十野左兵衛・伊達平右衛門・大岡左馬介といった家臣が奮戦し、寄せ手を食い止めた。侍大将級の討死も多く、前述の奮戦した秀信家臣のうち、飯沼長実・和田孫大夫は討死を遂げている。『武徳安民記』では福島正則勢が430、池田輝政勢が490、浅野幸長勢が308の首級をあげたことが8月28日の項に記されている。また、落城時に最後まで生き残った家臣は切腹したといい、崇福寺には秀信家臣38人が切腹した場所の床板を天井に張った「血天井」が存在し、この戦いの激しさが窺える。なお、岐阜城攻防戦で討ち死にした秀信家臣の首級は江戸へ送られ、首実検の後家康の命によって増上寺源誉、玉藏院忠義が麻布原に首塚を築いて供養したとされるが、現在もなお首塚は発見されていない。
この戦いで、秀信が岐阜城下に建設した司祭館なども炎上焼失した。

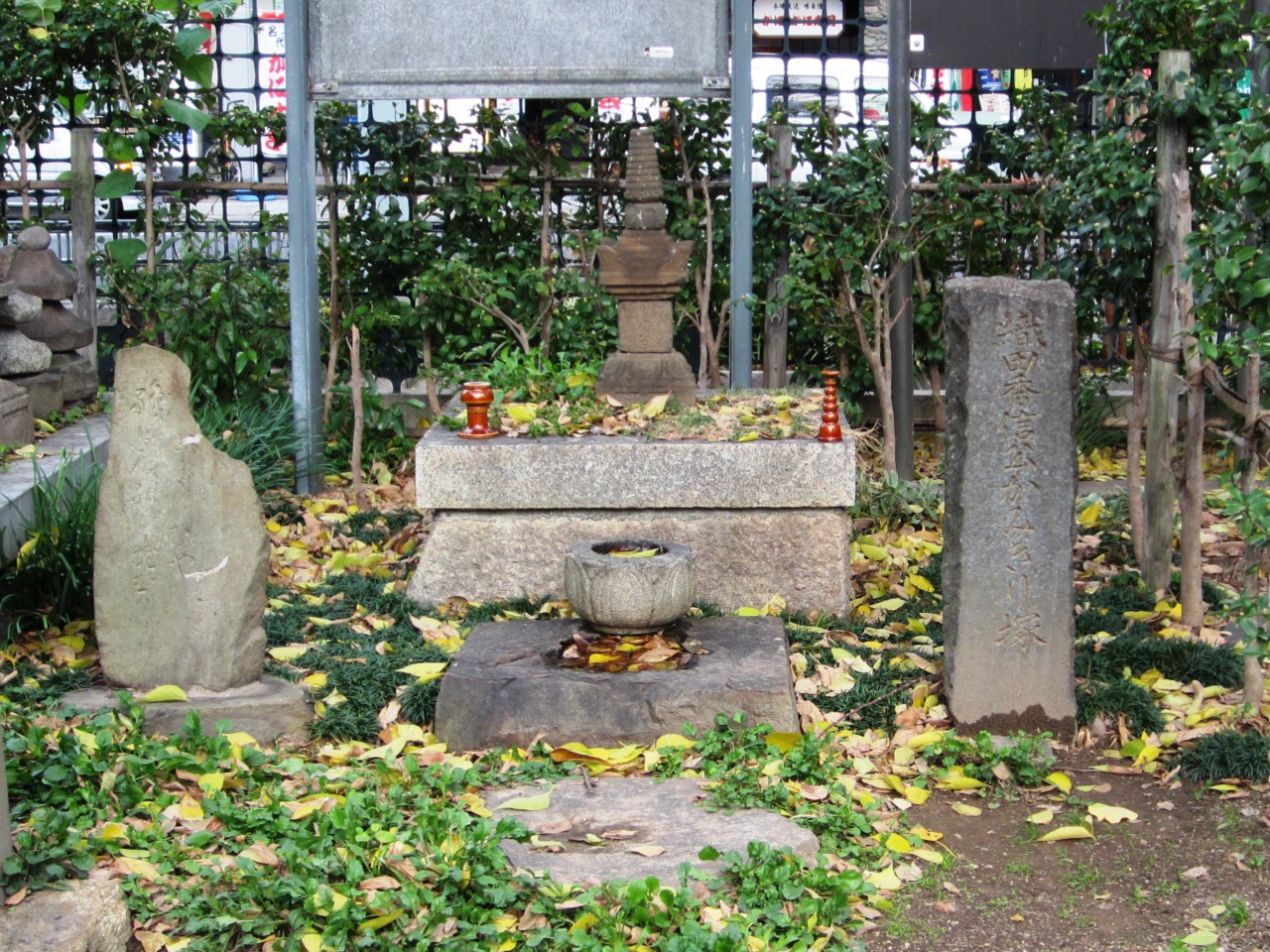
織田秀信髪切塚（岐阜県岐阜市円徳寺境内）

城を出た秀信は、上加納の浄泉坊で剃髪して、父方の祖母の郷里である尾張小折生駒屋敷に移った後、生駒家の領地であり父方の叔母である徳姫も一時期滞在した尾張知多へと送られた。
岐阜城陥落後の逸話として、家臣・小林新六郎が関ヶ原より撤退する島津義弘の軍勢の道案内をしたことが伝わっている。降伏した秀信に対する助命はいかがなものかという声も上がったが、家中に秀信家臣の縁者も多かった福島正則が自らの武功と引き換えにと助命を主張したため、合戦終結後に美濃（岐阜）13万石は没収されて高野山へと送られた。道中の警護は浅野家が務めた。岐阜城攻防戦を生き残った秀信家臣の多くは岐阜城攻防戦で戦った福島家、池田家や浅野家などに招聘された。

### 高野山からの追放とその後
改易された秀信は高野山で修行を積むことになったが、祖父・信長の行った高野山攻めが仇となって当初は入山が許されず、10月28日まで待たされた。出家が許された後も迫害を受けた。この間、慶長8年（1603年）に伯母・三の丸殿が亡くなった際にはその供養を行っている。
慶長10年（1605年）5月8日、高野山から出て、山麓に住む。追放ともされる下山の理由には僧を斬るなど自身の乱行が原因であるとの説があるが、秀信自身は仏教を迫害したことはなく、高野山追放は祖父のとばっちりであるとする説もある。同年5月27日、向副で生涯を閉じた。この事からも、健康を害していたための下山療養とも考えられるが、死因は自害であるとも伝わる。高野山側では山を下りた5月8日を死亡日としている。享年26。
同地の観音寺に位牌が祀られている。大正期、自身らを秀信の後裔とする後述の織田（おりた）氏が墓所に石碑を建立し、背面に円徳寺住職が秀信の事跡を綴っている。墓所は高野山にも存在し、同地の墓所には豊臣秀次の胴塚も存在する。

#### 「江源武鑑」の記述
一般的に偽書として評価されている江源武鑑、及びそれに準ずる資料においては、高野山追放後の秀信一行について以下のように記述されている。

#### 別説
なお死亡説のほか、一部の書籍には陸奥棚倉1万石で大名に復帰したという記述もあるが、詳細は不明である。平成12年（2000年）に『天下布武』第13号に掲載された加納宏幸の論文「最後の岐阜城主・織田秀信終焉の地とその子孫」がこれら末裔に関して記している。
下山後、向副村善福寺に入り地元有力者西山家の娘・梅との間に織田秀朝を儲けたとされる。加えて、近江源氏の庶流（坂上田村麻呂後裔とも）と名乗る地元の豪族・生地真澄（生地新左衛門尉坂上真澄）の娘・町野を継室に迎えて、さらに織田恒直を儲けたともされ、その後、恒直は男子2人を儲け、次男が織田（おりた）直信を名乗り向副に土着したとする。この子孫と称する一族は昭和初期まで同地で存続し、一族は現在も健在である。大正期、一族が織田秀信公碑を建立する際に、石碑に円徳寺住職が秀信の事跡を綴っていることから、一族と当時の円徳寺とは交流があったようである。このほか美濃に閑居した一子があり、5代後の子孫が坪井信道であるとされる。秀信は高野山を降りた際、ないしはその後まもなく死亡したとされているため、下山後に子供を複数儲けるには期間が短いという指摘がある。また、入山が許されなかった当初に閉居していた村も向副村であり、入山前に子供を儲けたのではないかとする説もある。ただしいずれにしてもこれらの伝承については、上質の史料では実在が確認されない。

## 官歴
※日付＝旧暦
- 天正13年（1585年）? - 従四位下侍従。左近衛権少将に転任。
- 天正20年（1592年）5月10日 - 参議。
- 文禄2年（1593年）1月10日 - 参議従四位下、権中納言[18]
- 文禄2年（1593年）9月24日 - 従三位[18]。同年、美濃国岐阜城主（13万3,000石）
- 慶長3年（1598年） - 正三位権中納言如元（公卿補任では従三位のまま）
- 慶長5年（1600年）8月23日 - 関ヶ原の戦いで岐阜城籠城するが降伏

## 人物
祖父・信長と同じく派手好みであり、平素より洒落者であったと伝わる。円徳寺に残された肖像画には桐紋を描いた水色の衣に青い花を描いた紫の袴といういでたちが確認されている。信長に容貌が酷似していたとする説もあり、関ヶ原の前哨戦で戦ったときには、信長を髣髴とさせるかぶいた甲冑をまとって出陣したと伝わるが、一方で岐阜落城時に籠城した家臣全員に感状を書いて渡したという伝承が残る。

### 治世
秀信時代の岐阜領内に大規模な一揆や騒動が発生したという記録はなく、また、信長の保護した寺院を引き続いて保護したり、楽市楽座、鵜飼いの保護など信長の政策を踏襲した面も見られ、信長の施政方針を継承して苛政を敷かず、水運の重視など民生や寺社対策に心を配っていたことが窺える。岐阜市の円徳寺には、祖父・信長や池田輝政のものと並んで秀信の楽市楽座制札が残っている。

### 武将としての力量
秀信は岐阜城を落とされていることから武将としての力量に欠けるとされることが多く、「遊芸にのみ長じた」などと酷評される向きもある。しかし、関ヶ原前哨戦では積極的に軍備を整え、岐阜城攻防戦で取った戦術や敗北時の振る舞い、敵将として戦った福島正則が「さすが信長の嫡孫也」と秀信を称えている（『改正三河後風土記』）。

### キリスト教、仏教との関わり
キリスト教への理解があり、グネッキ・ソルディ・オルガンティノを尊敬していたという。
文禄4年（1595年）には弟・秀則とともに入信しており、「生まれもって位が高く、大きな期待がかけられる」とルイス・フロイスの年報に報告されている。
慶長元年（1596年）のサン＝フェリペ号事件以後、信仰を公に表す行動は控えていたが、慶長3年（1598年）の秀吉没後は他のキリシタン同様、積極的に活動、慶長4年（1599年）には岐阜城下に教会と司祭館・養生所を建設、また尾張・美濃は信者が増加し、秀信の家来は大勢信徒であるとアレッサンドロ・ヴァリニャーノにより報告されている。
一方で、寺社の建立を行い、領内の寺院にしかるべき保護も加えており、決してキリスト教一辺倒ではなかった。秀信の創建になる寺院の主だったところには、祖父・信長が甲斐国から美濃国へと移して保護を加えた善光寺如来の分身を祀った伊奈波善光寺堂があげられる。また、円徳寺・法華寺・崇福寺などの寺院を保護した。
- 円徳寺には文禄2年（1593年）閏正月判物を与え、文禄3年（1594年）12月3日には法華寺に寺領20石を寄進、文禄5年（1596年）閏7月2日には加えて寺屋敷を寄進し、諸役免除と寺中における乱妨狼藉・陣取の禁止を通達している。
- 文禄4年（1595年）には崇福寺が信長・信忠及び織田家先祖の位牌所であるため、寺中門前諸役一切の免除を安堵している。崇福寺については文禄5年（1596年）にも門前諸役についての文書を発給し、秀吉の朱印を得たので安堵するようにと伝えており、重視していた姿勢が見て取れる。

これらの文書発給状況から、秀信の岐阜統治がこのころ本格化したことが窺える。秀吉の死後も秀信の統治方針は変らなかったようで、慶長4年（1599年）11月には本誓寺に判物を下し、慶長5年（1600年）にも妙照寺に竹中重治の屋敷跡地を寄進し寺地を移させている。本誓寺には遺物として感状が伝わり、縁の深さが窺える。

## 系譜
織田氏は平氏とも藤原氏とも自称するが、福井県丹生郡越前町織田にある劔神社の関係から古代豪族の忌部氏と考えられている。越前に地盤を築き、尾張に派生したため、同じ斯波氏臣下で守護代格であった朝倉氏とは当初からの好敵手の関係であった。織田信定から古渡城主で曾祖父の信秀の代で守護代を務める本家と同等に渡り合える力を持った。その後、祖父の信長の活躍で天下布武に格段と近づいた。しかし、本能寺の変で信長と父の信忠が討たれると一族の内乱で急速に家勢を失い没落した。
先祖
織田良信 - 織田信定 - 織田信秀 - 織田信長 - 織田信忠 - 織田秀信
両親
- 父：織田信忠
- 母：塩川長満の娘・鈴
  - 母は塩川長満の娘・鈴というのが一般的な説であるが、森可成の娘という説や武田信玄の娘・松姫という説もある。墓所は森可成と同じ聖衆来迎寺である。聖衆来迎寺と塩川家は関わりが確認できず、塩川長満の娘であった場合、なぜ聖衆来迎寺に葬られたのか疑問の残るところである。しかし同寺には「紙本著色織田秀信像」が伝来しており、全く無縁というわけでもなさそうである。

兄弟
- 織田秀信
- 織田秀則

妻
- 正室：六角氏庶流和田氏一族の和田孫太夫の娘
  - 正室は豊臣秀勝の娘・完子という説もあるが、時期が合わない。ただし、秀信の経歴を考えると、秀勝との関係[注釈 11]を前提とした何らかの婚姻関係があったと考えられ[21]、完子の生年に関する通説が誤っているか、姉にあたる女性が存在していたと考える説もある[22]。
- 継室：生地真澄の娘・町野

以下の子孫については、上質の史料では実在が確認されていない自称・伝承を記述する。
息子
- 庶長子：秀朝（母・梅）
- 嫡男：恒直（母・町野）
- 某（母不詳、坪井氏祖）

娘
- 某（六角義郷室、母・和田孫太夫娘）

養子
- 八幡山秀綱（六角義郷の子あるいは弟）
  - 秀信には岐阜入部当初男子がなかったため、六角義郷の弟八幡山秀綱を養子とし、三郎と名乗らせている。秀綱の母は信長の娘あるいは孫娘であるといい、秀綱は従兄弟あるいは従兄弟の子にあたる。なお、秀綱は慶長6年（1601年）に没し、秀信が関ヶ原の戦いで敗北・改易されたこともあり、織田宗家の家督を相続することはなかった。

孫
- 織田善直
- 織田直信
- 六角氏郷

## 家臣
一門衆
- 織田兵部　- 岐阜城攻防戦で勇戦。
- 津田左衛門尉忠信　- 秀信の弟といわれる[23]。庶弟ないし族弟か。
- 津田勝左衛門　- 米野の戦いにて木造・百々の両将と共に米野村に布陣する。

家老
- 百々綱家 - 2万5,000石、付家老。
- 木造長政

支城主
- 飯沼長実 - 大番頭、池尻城主、9,000石、岐阜四天王の一人。十郎左衛門。賤ヶ岳の戦いの際に父が織田信孝方への内通を疑われ、氏家内膳によって謀殺されて以降前田利家を頼って金沢にあったが、京都で秀吉に拝謁しこれに仕える。のち秀信に転仕し父が城主であった池尻城を預かる。朝鮮出兵では渡海して三年在陣し、多くの武功を挙げた。岐阜城攻防戦で福島正則・加藤嘉明勢との戦闘中に火薬庫の爆発によって火傷を負い討死した。
- 国枝政森 - 美濃本郷城主。関ヶ原の戦いに際して居城を焼き払われる。
- 斎藤徳元 - 斎藤道三の曾孫。墨俣城主。関ヶ原以降は俳諧師として近江諸将を中心に交流を結んだ。寛永2年（1625年）、高野山の秀信の墓を訪れて歌を詠んでいる。春日局は同族という。
- 佐藤方政 - 鉈尾山城主。織田信忠附家老佐藤秀方の次男。岐阜城攻防戦において討死とも、大坂の役で大坂城に入城ともいう。
- 杉浦重勝 - 竹ヶ鼻城城主。関ヶ原の前哨戦において居城を攻略され討死。

侍大将
- 飯沼長資 - 小勘平。4,000石。800石とも。母は竹中重利の娘。岐阜四天王の一人。米野の戦いで一柳家中の勇士大塚権太夫と一騎討ちを演じこれを討ち取る勇戦をするも討死。末裔は会津松平家に仕官し、戊辰戦争時には飯沼時衛が450石を拝領して物頭御弓であった。時衛は会津若松城攻防戦で朱雀士中隊の小隊長を務めている。

小姓衆
- 森正守 - 左門、福島正則家臣森正好の子、岐阜開城秀信退去の際に供をした。後生駒勘解由を名乗り浅野家に仕官。
- 入江左近 - 元高山右近家臣でキリシタン。岐阜城攻防戦で奮戦し、関ヶ原後、福島正則が広島に加増転封されるとその日のうちに招かれてこれに仕える。この合戦での奮戦を認められ福島家に仕官した秀信家臣は多い。
- 左合所右衛門
- 前野伝助

代官
- 斉藤元忠 - 斉藤徳元の父。正印軒。秀信の代官を務め文禄2年8月20日の崇福寺への文書など文書の発給を行っている。このほか阿願寺文書などの文書が現存する。弓術に優れていたと見え、秀吉への在陣見舞として「弓弦式百丁、天鼠革廿、同別二百、天鼠二桶」を贈り秀吉から礼状を送られている。
- 菊岡重正

その他
- 飯沼長重 - 長資弟。関ヶ原後福島正則に仕えて飯沼勘平を襲名した。後徳川義直に仕えて三千石。
- 川方政信 - 織田信雄旧臣。元伊勢一志郡川方城主。木造氏の分家。小牧・長久手の戦い後浪人していたが、本家当主木造長政が家老を務めていた縁故で秀信に仕える。関ヶ原後、子孫は尾張藩士となり木造を称した。
- 長屋正隆 - 斉藤氏旧臣。関ヶ原後、帰農した。
- 小林正祐 - 新六郎。旗本衆、近江川瀬の者。敗戦後、退却する島津隊の道案内をしたと伝わる。
- 津田元綱 - 筑後守。関ヶ原後池田輝政に仕えて後、鳥取藩家老となる。
- 南部長右衛門 - 岐阜城攻防戦で槍傷を負う。後池田家に仕官した。
- 土方治兵衛 - 元尾張江松城主。尾張時代、信長の命で本願寺派の寺院称名寺を焼き討ちした。滝川治兵衛と同一人物か。
- 塩川孫作 - 秀信から感状を受けた。岐阜城攻防戦の折のものか。
- 大岡左馬介 - 秀信領内の岩利村、佐野村を知行したことが記録に残る。岐阜城攻防戦で奮戦した。
- 井戸覚弘 - 井戸良弘の子。十郎、若狭守、覚斎。母は筒井順慶の姉。秀信配下として朝鮮に出陣。朝鮮から「井戸茶碗」の原型となる茶碗を持ち帰った。
- 武市善兵衛 - 米野の戦いにて大塚権太夫に討たれる。
- 武市忠左衛門 - 善兵衛の弟。米野の戦いにて大塚権太夫に討たれる。
- 長屋正隆 - 斎藤氏旧臣長屋長政の子。関ヶ原の戦いで秀信が滅ぶと帰農した。
- 橋本太兵衛 - 父の代からのキリシタン武士。父は京都でも最古参のキリシタン。少年時代からポルトガル語を学び、流暢に洋書を読みこなすほどの学才を発揮した。正室テクラ、長男ミゲル以下六人の子女とも全てキリシタンであった。1619年（元和5年）7月8日将軍秀忠が入洛した際、キリシタンとして摘発され殉教した。
- 冨永勝吉 - 六左衛門尉。冨永勝秀の子。慶長5年8月23日、米野の戦いにおいて新加納十王前にて討死。
- 冨永勝雅 - 久太郎。勝吉の同族か。
- 服部康成 - 服部正成の一族。のち津軽氏に仕えて家老となった。

## 登場作品
- 岡田秀文『織田秀信』（双葉社『信長の影』収録、2011年）
- 今村翔吾『黄金』（祥伝社『蹴れ、彦五郎』収録、2022年）